# Юта
Ю́та (англ. Utah; МФА: [ˈjuːtɔː] або ˈjuːtɑː д·і) — штат у Сполучених Штатах. Він став 45-м штатом, прийнятим до Союзу 4 січня 1896. Юта 13-й за розмірами, 33-й за чисельністю населення, і 10-й з найменш густонаселених з 50 штатів. Населення Юти становить близько 3,3 млн осіб, приблизно 80 % з яких живуть в агломерації Солт-Лейк-Сіті, залишаючи решту територій штату майже безлюдними. Юта межує з Колорадо на сході, Вайомінгом на північному сході, Айдахо на півночі, Аризоною на півдні, і Невадою на заході. Він також зачіпає кут з Нью-Мексико на південному сході.
Мовою навахо, «ute» означає «земля сонця». Цю назву також, можна взяти від слів апачів, що означають «ті, хто вище».
Юта є найбільш релігійно однорідним штатом у США. Близько 62 % з жителів штату члени Церкви Ісуса Христа Святих останніх днів (мормони), що значно впливає на культуру Юти та повсякденне життя. Штаб-квартира Церкви Ісуса Христа Святих останніх днів знаходиться в столиці штату Юта, Солт-Лейк-Сіті.
Юта є транспортним центром, центром освіти, інформаційних технологій і наукових досліджень, державних послуг, добувної промисловості, і чималим туристичним центром для відпочинку на свіжому повітрі. Згідно з Бюро перепису населення США штат посів друге місце за темпами приросту населення станом на 2013. Сент-Джордж був рекордсменом у сенсі зростання серед мегаполісів США з 2000 по 2005.
У національному опитуванні Інституту Ґеллапа 2012 року Юта була визнана «найкращим штатом для життя» на основі 13 прогнозних вимірів, включаючи різні економічні, життєві та пов'язані зі здоров'ям перспективні показники.

## Демографія

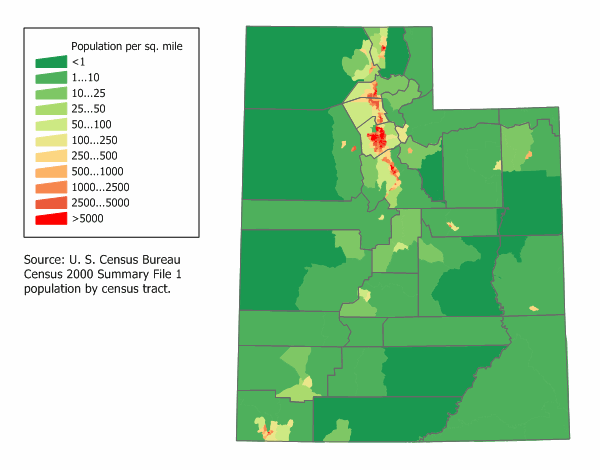
Густота населення

За даними Бюро перепису населення США на 1 липня 2011 року населення Юти становить 2 817 222 особи; приріст у порівнянні з показником перепису 2010 року склав 1,93 %.
За даними перепису 2000 року расовий склад штату такий: білі (89,2 %), афроамериканці (0,8 %), корінні народи Америки (1,3 %), азійці (1,7 %), гавайці та океанійці (0,7 %). Відсоток осіб змішаного расового походження — 2,1. Жінки становлять 49,9 % населення, чоловіки — 50,1 %. Населення головним чином англійського (27,3 %), скандинавського (12,3 %), німецького (12,1 %), мексиканського (9 %), ірландського (6,2 %), шотландського (4,6 %) походження.
Розподіл населення за релігіями (2008, >2 %) : мормони 58 %, без певної релігії 16 %, католики 10 %, євангельські християни 7 %, секти головної лінії протестантизму в США 6 %.
В Юті один з найвищих по країні рівнів народжуваності та найнижчих рівнів смертності.
Динаміка чисельності населення:
- 1950: 688 862 осіб ▬
- 1960: 890 627 осіб ▲ 29,3 %
- 1970: 1 059 273 осіб ▲ 18,9 %
- 1980: 1 461 037 осіб ▲ 37,9 %
- 1990: 1 722 850 осіб ▲ 17,9 %
- 2000: 2 233 169 осіб ▲ 29,6 %
- 2010: 2 763 885 осіб ▲ 23,7 %
- 2011: 2 817 222 осіб ▲ 1,9 %

Великі міста:
- Солт-Лейк-Сіті: 186 440 осіб
- Вест-Веллі-Сіті: 129 480 осіб
- Прово: 112 488 осіб
- Вест-Джордан: 103 712 осіб
- Орем: 88 328 осіб

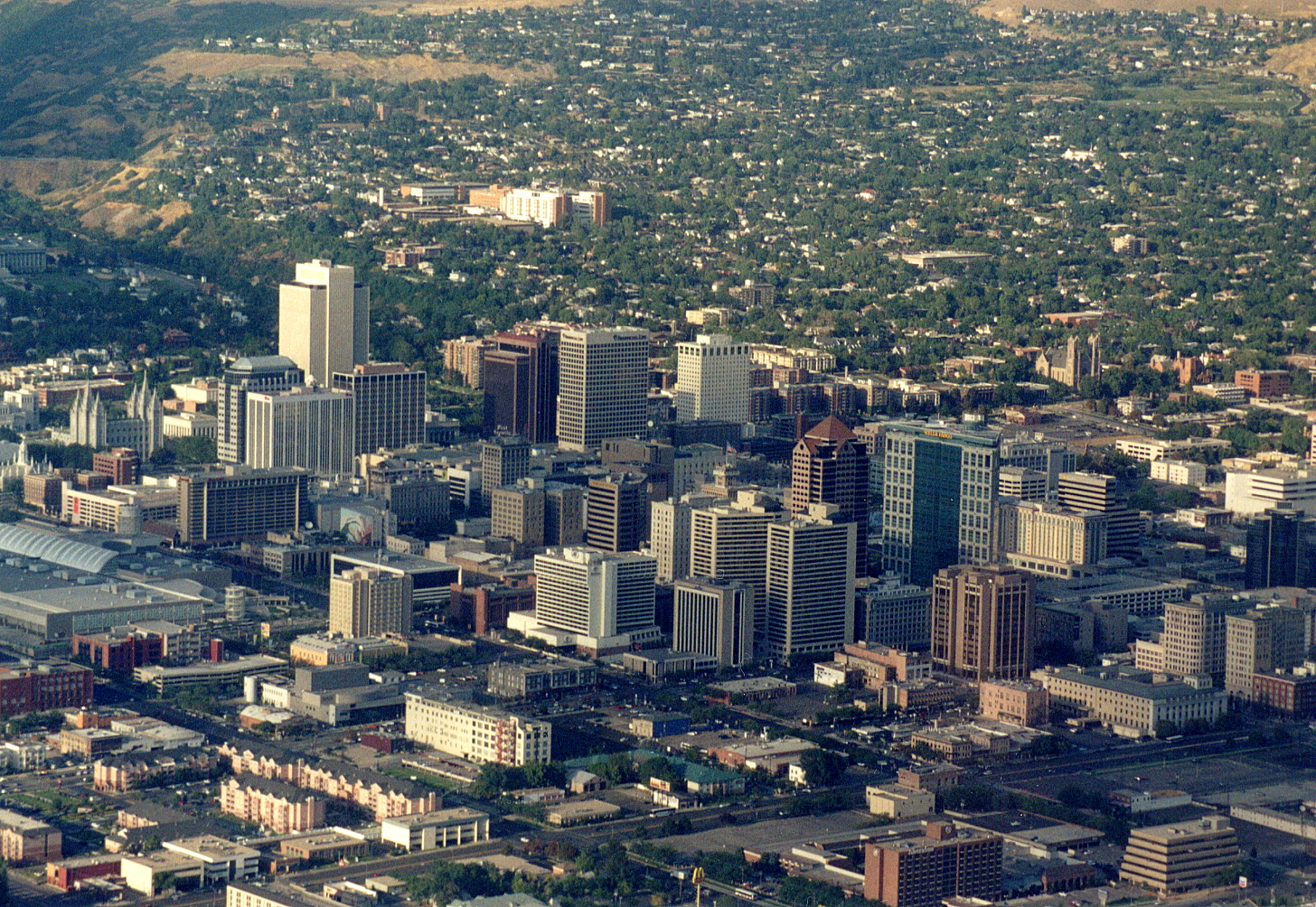
Вид на Солт-Лейк-Сіті

Мовний склад населення (2010) 
| Мови          | Частка людей старше 5 років, % |
| ------------- | ------------------------------ |
| Англійська    | 85,91                          |
| Іспанська     | 9,32                           |
| Німецька      | 0,39                           |
| Навахо        | 0,37                           |
| Французька    | 0,32                           |
| Португальська | 0,31                           |
| Китайська     | 0,27                           |
| Тонга         | 0,24                           |
| В'єтнамська   | 0,22                           |
| Японська      | 0,21                           |
| інші          | 2,44                           |

## Економіка

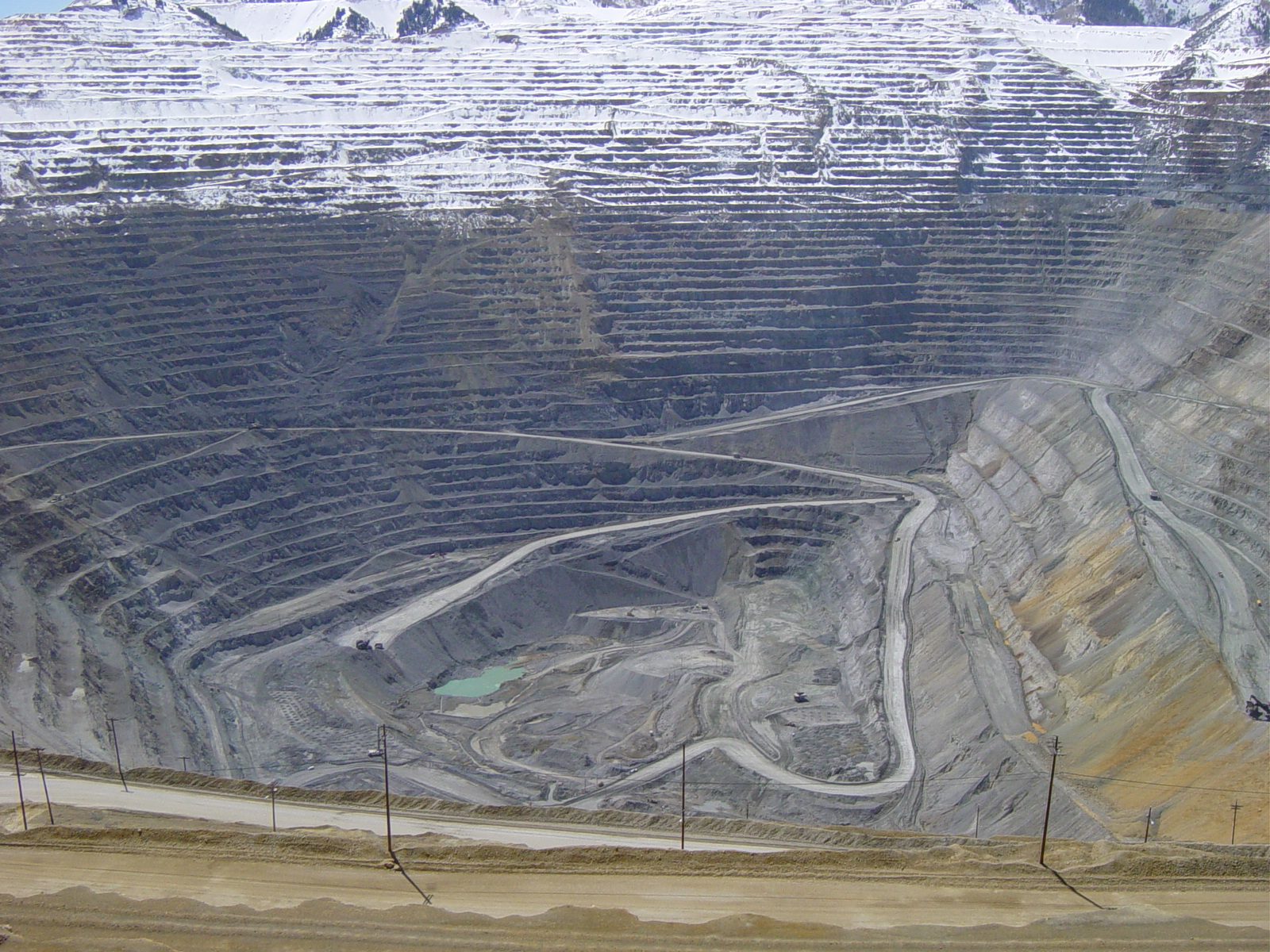
Бінгем-Каньйон — кар'єр, що розробляє велике міднопорфірове родовище

Згідно з даними бюро економічного аналізу ВВП Юти становить 114,5 млрд. $, або 0,78 % від ВВП США. Середній дохід на душу населення на 2005 рік становив 24 977$. За даними на січень 2010 рівень безробіття становив 6,8 %.
Основні галузі промисловості — машинобудування (виробництво будівельного та гірничодобувного обладнання), авіакосмічна (авіаційні деталі, компоненти ракет та космічних кораблів); виробництво електроустаткування; харчова, хімічна, нафтова та поліграфічна промисловість. В Юті видобувається понад 200 видів корисних копалин, що мають промислове значення; найважливіші — нафта, природний газ, вугілля, мідь. Видобуток міді розпочатий ще в 1907, нафти — в 1948; з видобутку міді Юта займає одне з перших місць в країні. Проте, добувна промисловість становить лише близько 3 % валового продукту, а в сільському господарстві зайнято не більше 5 % населення. Більше ніж 75 % населення зайнято у сфері обслуговування.
В Юті добре розвинений туризм, багато відвідувачів привертає головним чином красива та незвичайна природа штату. На території Юти є 5 національних парків (Арки, Брайс-Каньйон, Каньонлендс, Капітоль-риф та Зайон). Крім того штат відомий своїми гірськолижними курортами, які розташовані здебільшого на півночі, поблизу Солт-Лейк-Сіті.